# 勒内克
勒内克，是匈牙利沃什州所辖的一个村，总面积17.22平方公里，总人口436，人口密度25.3人/平方公里（2010年1月1日）。